# إدوارد غوستاف كامبل بارتون
إدوارد غوستاف كامبل بارتون هو سياسي أسترالي، ولد في 11 ديسمبر 1857 في Toorak ‏ في أستراليا، وتوفي في 14 يونيو 1942 في واتفورد في المملكة المتحدة. انتخب عضو المجلس التشريعي لولاية كوينزلاند ‏.